# 14621 Tati
14621 Tati (1998 UF18) là một tiểu hành tinh vành đai chính được phát hiện ngày 22 tháng 10 năm 1998 bởi J. Broughton ở Reedy Creek Observatory.